# TRT 1
TRT 1 je turecký národní televizní kanál, který zahájil provoz 31. ledna 1968. Stanici obsluhuje Türkiye Radyo ve Televizyon Kurumu.

## TRT 1 HD
Dne 19. květen 2012 současně s TRT 1 začala vysílat ve vysokém rozlišení. HD vysílání je dostupno pomocí Turksat 3A, D-Smart, Digiturk a Teledünya.

## Historie
TRT 1 byla vůbec prvním tureckým televizním kanálem, který začal zkušebně vysílat 31. ledna 1968.
Vysílání na národní úrovni bylo plně spuštěno v prosinci roku 1971. Do 15. září 1986 byla jedinou televizní stanicí v Turecku, kdy vysílatel spustil zkušební vysílání na kanále TRT 2. Je také k dispozici v Ázerbájdžánu pomocí pozemní vysílání.
Posláním kanálu je zlepšit život lidí v Turecku prostřednictvím pořadů, které informují, vzdělávají a baví — a to vše v jednom. TRT 1 jako veřejnoprávní televize, se zaměřuje na různé cílové skupiny, mezi kterými je rodina prioritou, následovaná veřejností s řadou různých atributů, včetně věku, povolání, vzdělání a postavení. Vysílání je zaměřeno na posílení pocitu lidí národní jednoty a celistvosti, jakož i poskytovat zprávy a hudbu.
Dne 19. května 2012 bylo rozhodnuto o změně loga a standardně je formát obrazu 16 : 9.